# Прошивка (фильм)
«Проши́вка» (англ. Hardwired) — американский фантастический боевик 2009 года.

## Сюжет
В не очень отдалённом будущем, где корпорации контролируют практически каждый аспект человеческой жизни, Люк Гибсон теряет в автомобильной катастрофе жену и их будущего ребёнка. Сам Люк получает серьёзные повреждения головного мозга, однако корпорация «Хоуп», чтобы спасти ему жизнь, имплантирует в его мозг чип. Через некоторое время Люк обнаруживает, что этот чип постоянно показывает рекламу, пока человек не покупает продукт, или не сходит с ума. Пытаясь выяснить, почему они сделали это с ним и кто он такой, Люк узнает, что тестируемый чип может самоликвидироваться и убить его. Опасаясь, что их чип обнаружат, корпорация активирует самоликвидацию, однако хакеры успевают взломать чип и спасти Люку жизнь, после чего он присоединяется к их борьбе против корпорации.

## В ролях
| Актёр           | Роль                      |
| --------------- | ------------------------- |
| Кьюба Гудинг    | Люк Гибсон                |
| Вэл Килмер      | Вирджил Киркхилл          |
| Майкл Айронсайд | Хэл Вукович               |
| Татьяна Маслани | панк                      |
| Эрик Брекер     | наёмник Роберт Дрейк      |
| Хуан Ридингер   | панк                      |
| Чад Кровчук     | "Клавиша"                 |
| Терри Чен       | актёр Картер Бёрк         |
| Хиро Канагава   | доктор Стеклер            |
| Рэйчел Латтрелл | Кэндес Гибсон сестра Люка |
| Эли Либерт      | Каталина Джонс            |